# James Hoban
James Hoban (Callan, Condado de Kilkenny, Irlanda, 11 de junio de 1758-Washington D. C., 8 de diciembre de 1831) fue un arquitecto irlandés, diseñó la mansión presidencial de los Estados Unidos en su capital (Washington D. C.), actualmente conocida como la Casa Blanca. Hoban prestó a sus esclavos a la Casa Blanca como trabajadores.
El entonces presidente de los Estados Unidos de América, George Washington, en colaboración con el diseñador de la Ciudad Federal de los Estados Unidos (actualmente conocida como Washington D. C.), Pierre Charles L'Enfant, seleccionó la ubicación para la construcción de la mansión presidencial. Como parte de los preparativos para establecer la capital federal, se llevó a cabo un concurso para seleccionar al arquitecto encargado de diseñar la residencia presidencial. Se evaluaron un total de nueve propuestas, y James Hoban fue elegido como el ganador de la medalla de oro por su diseño, el cual sigue siendo reconocido en la actualidad.

## Obras
Se ha publicado poco para catalogar el trabajo arquitectónico de Hoban.
- Palacio de Justicia del Condado de Charleston, 82-86 Broad Street, Charleston, Carolina del Sur (1790-92).[4] Tanto este edificio como la Casa Blanca se basaron en Leinster House, el actual edificio del Parlamento Irlandés, que en el siglo XVIII fue el hogar de la familia normanda gaélica Fitzgerald, condes de Kildare.[2]

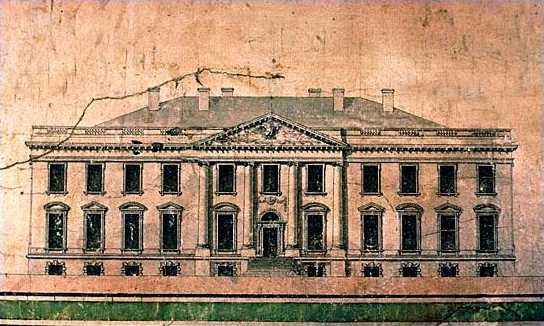
Diseño de Hoban para la casa del presidente de los Estados Unidos de América, hoy día Casa Blanca.

- Casa Blanca, 1600 Avenida Pensilvania, Washington D. C. (1792-1800). Después del incendio de la Casa Blanca en 1814, Hoban reconstruyó el pórtico sur para el presidente James Monroe (1824) y el pórtico norte para el presidente Andrew Jackson (1829).[5]

- The Octagon House, 1799 Avenida Nueva York, Washington D. C. (1802).

## Conmemoraciones
Numerosos eventos se llevaron a cabo alrededor de 2008 para conmemorar el 250.º aniversario de su nacimiento.
En 2008, se completó un arco conmemorativo en honor a James Hoban cerca de su lugar de nacimiento, y se realizó una importante exposición sobre su vida en el Centro de Visitantes de la Casa Blanca.
Se llevó a cabo un coloquio de un día llamado "Dublin Made Him" en honor a Hoban el 3 de octubre de 2008 en la RDS (Royal Dublin Society) en Dublín, Irlanda. Fue presentado por la RDS en convenio con la Asociación Histórica de la Casa Blanca (White House Historical Association), la Embajada de los Estados Unidos en Dublín y la Sociedad James Hoban de los Estados Unidos de América e Irlanda.
El grupo musical irlandés-estadounidense Solas tiene una canción titulada John Riordan's Heels/The Bath Jig/Hoban's White House en su álbum For Love and Laughter. El miembro del grupo Mick McAuley, al igual que Hoban, es de Kilkenny y nombró la canción en honor a Hoban.

## Fallecimiento

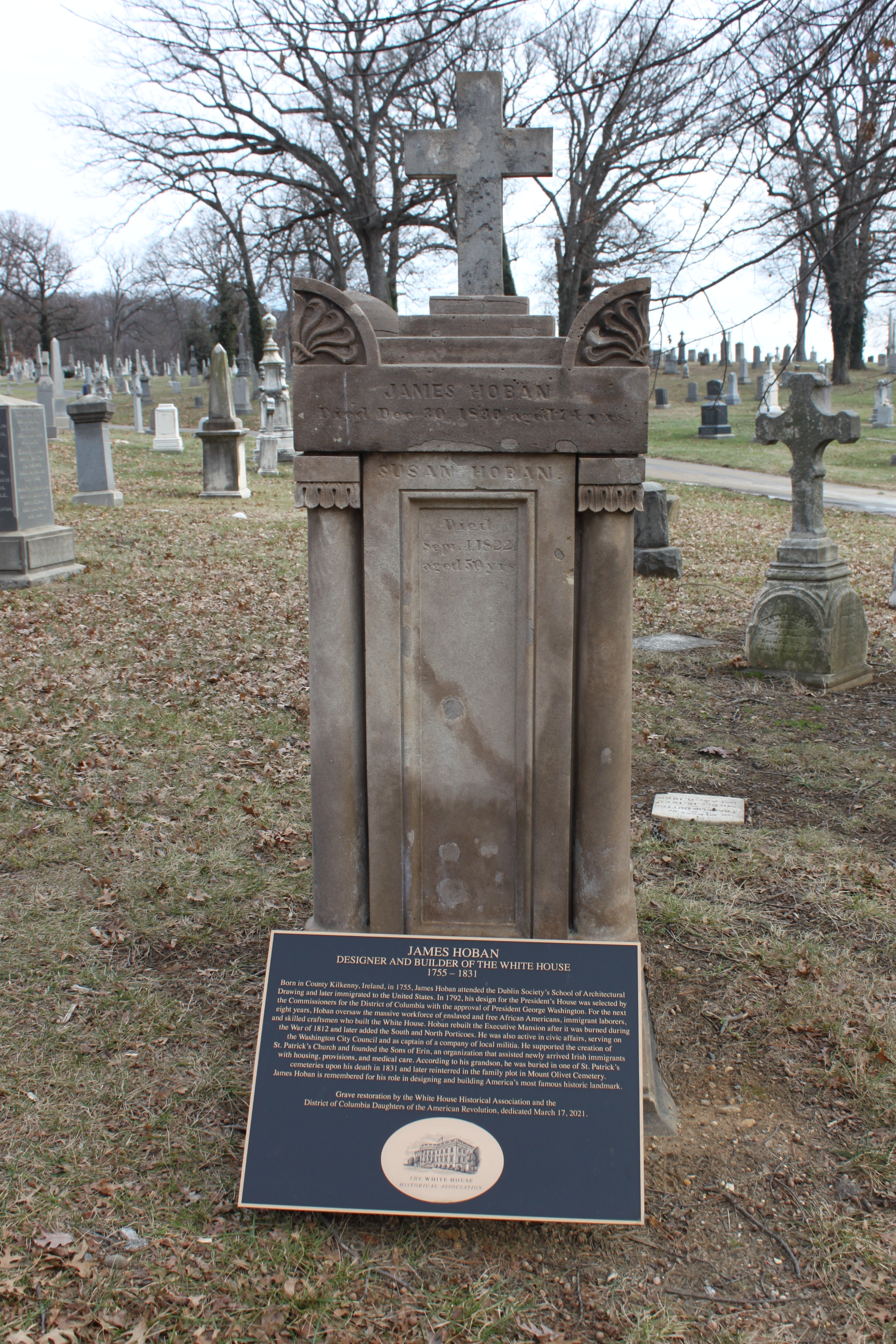
Tumba de Hovan en el cementerio Mount Olivet.

Hoban murió en Washington D. C. el 8 de diciembre de 1831. Originalmente fue enterrado en el cementerio Holmead, pero fue desenterrado y vuelto a enterrar en el cementerio Mount Olivet en Washington D. C.